# Arlington Road
Pour plus de détails, voir Fiche technique et Distribution.
Arlington Road est un thriller américain, réalisé par Mark Pellington, sorti en 1999.

## Synopsis
Arlington Road est une rue tranquille de la banlieue résidentielle de Washington. Très ébranlé par la mort brutale de son épouse survenue dans le cadre de son travail au FBI, Michael Faraday, professeur d'histoire à l'université George Washington et spécialiste du terrorisme international, tente tant bien que mal d'y reconstruire sa vie. Brooke Wolfe, sa nouvelle compagne, l'aide du mieux qu'elle peut à élever son fils de neuf ans, Grant. Un jour, Faraday sauve la vie d'un jeune garçon, Brady Lang, grièvement blessé en jouant avec des feux d'artifice. À la suite de cet événement, il se lie d'amitié avec ses nouveaux voisins, Oliver et Cheryl Lang, des gens charmants, parents de trois jeunes enfants. Cependant, l'expert qui sommeille en lui se réveille quand il découvre qu'Oliver Lang lui a menti sur quelques détails de sa vie. Les Lang sont-ils vraiment les braves gens qu'ils semblent être ?

## Fiche technique
- Titre original : Arlington Road
- Réalisation : Mark Pellington
- Scénario : Ehren Kruger
- Musique : Angelo Badalamenti
- Photographie : Bobby Bukowski
- Montage : Conrad Buff
- Décors : Thérèse DePrez
- Costumes : Jennifer Barrett Pellington
- Production : Tom Gorai, Marc Samuelson et Peter Samuelson
- Sociétés de production : Screen Gems, Lakeshore Entertainment
- Sociétés de distribution : Screen Gems (États-Unis), PolyGram Filmed Entertainment (France)
- Budget : 21 500 000 $[1]
- Pays de production :  États-Unis
- Langue : anglais
- Format : Couleurs - 2,35:1 - son Dolby Digital - 35 mm
- Genre : Thriller
- Durée : 117 minutes
- Dates de sortie : 
  - Royaume-Uni, Italie, Autriche : 19 mars 1999
  - Belgique : 24 mars 1999
  - France, Suisse romande : 21 avril 1999
  - États-Unis : 9 juillet 1999

## Distribution
- Jeff Bridges (V.F. : Gabriel Le Doze) : Michael Faraday
- Tim Robbins (V.F. : Olivier Cuvelier) : Oliver Lang
- Joan Cusack : Cheryl Lang
- Hope Davis (V.F. : Valérie Siclay)  : Brooke Wolfe
- Robert Gossett (V.F. : Bernard Métraux)  : Whit Carver, l'agent du FBI
- Mason Gamble : Brady Lang
- Spencer Treat Clark : Grant Faraday
- Stanley Anderson : le docteur Arthur Scobee

## Musique
- Neon Reprise par Neon Reprise et Howard Saunders.
- Do the Country Cha-Cha-Cha.
- The Big Lie de Don Forbes.
- Allen's Goodies de Teddy Lasry.
- Amistad Armadillo.
- Get Down Tonight (en) par KC and the Sunshine Band.

## Accueil

### Accueil critique
Il recueille 61 % de critiques positives, avec une note moyenne de 6,1/10 et sur la base de 87 critiques collectées, sur le site internet Rotten Tomatoes. Il obtient un score de 65/100, sur la base de 26 critiques, sur Metacritic.

### Box-office
Le film a rapporté 41 067 311 $ au box-office mondial, dont 24 756 177 $ aux États-Unis. Il a réalisé 154 247 entrées en France, 58 102 en Belgique et 55 659 en Suisse.

## Distinctions
Le film a reçu trois nominations aux Saturn Awards 2000, dans les catégories du meilleur film d'action / aventures / thriller, du meilleur second rôle féminin (Joan Cusack), et du meilleur scénario.